# Now and Forever (Richard Marx)
Now and Forever è una canzone scritta e cantata da Richard Marx, pubblicata nel 1994 nel suo quarto album, Paid Vacation. Venne utilizzata come colonna sonora nel film dello stesso anno Getaway, interpretato da Kim Basinger e Alec Baldwin e diretto da Roger Donaldson.

## Descrizione
Marx scrisse Now and Forever come dedica a sua moglie, l'attrice Cynthia Rhodes:
Marx registrò anche una versione in lingua spagnola della canzone intitolata Ahora y siempre per il mercato latino americano.

## Successo commerciale
Estratta come primo singolo dall'album Paid Vacation, la canzone fu il nono (e finora ultimo) singolo di Richard Marx ad aver raggiunto la top 10 della Billboard Hot 100, dove raggiunse la settima posizione. Rimase nella top 40 della classifica per 23 settimane. Ottenne più successo nella classifica di Cash Box, dove passò tre settimane nella top 3. Fu inoltre la hit di maggior successo di Marx nella Hot Adult Contemporary Tracks, dove si posizionò al primo posto e rimase in vetta per undici settimane.

## Classifiche

### Classifiche settimanali
| Classifica (1994)                | Posizione massima |
| -------------------------------- | ----------------- |
| Australia                        | 16                |
| Germania                         | 54                |
| Irlanda                          | 18                |
| Norvegia                         | 8                 |
| Nuova Zelanda                    | 21                |
| Polonia                          | 6                 |
| Regno Unito                      | 13                |
| Stati Uniti                      | 7                 |
| Stati Uniti (adult contemporary) | 1                 |
| Svezia                           | 11                |

### Classifiche di fine anno
| Classifica (1994) | Posizione |
| ----------------- | --------- |
| Stati Uniti       | 25        |